# Woodstock (Virginia)
Woodstock è un comune degli Stati Uniti d'America, situato nello Stato della Virginia, nella Contea di Shenandoah, della quale è il capoluogo.